# MAF Arkitektkontor

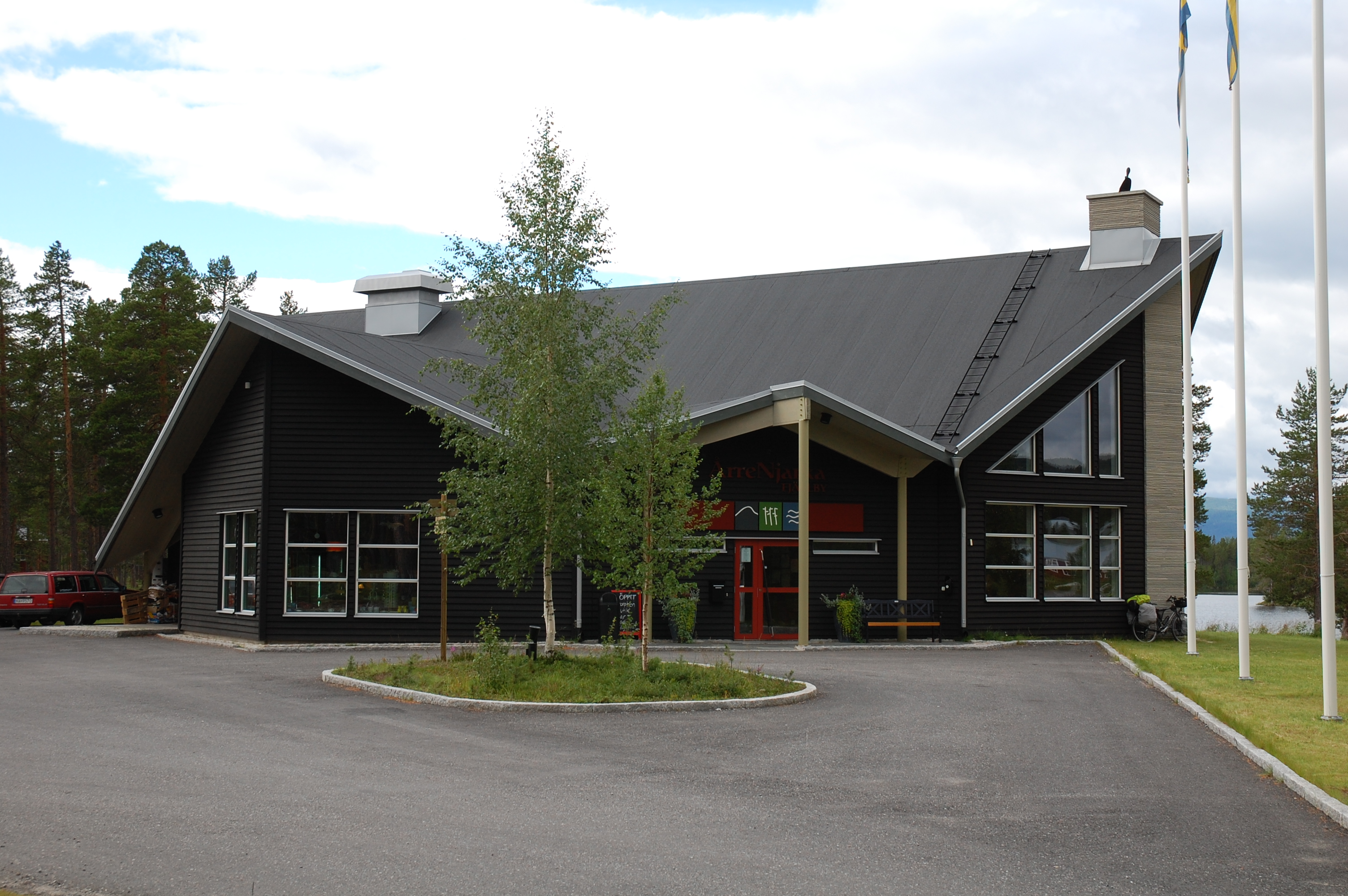
Årrenjarka turistanläggning.

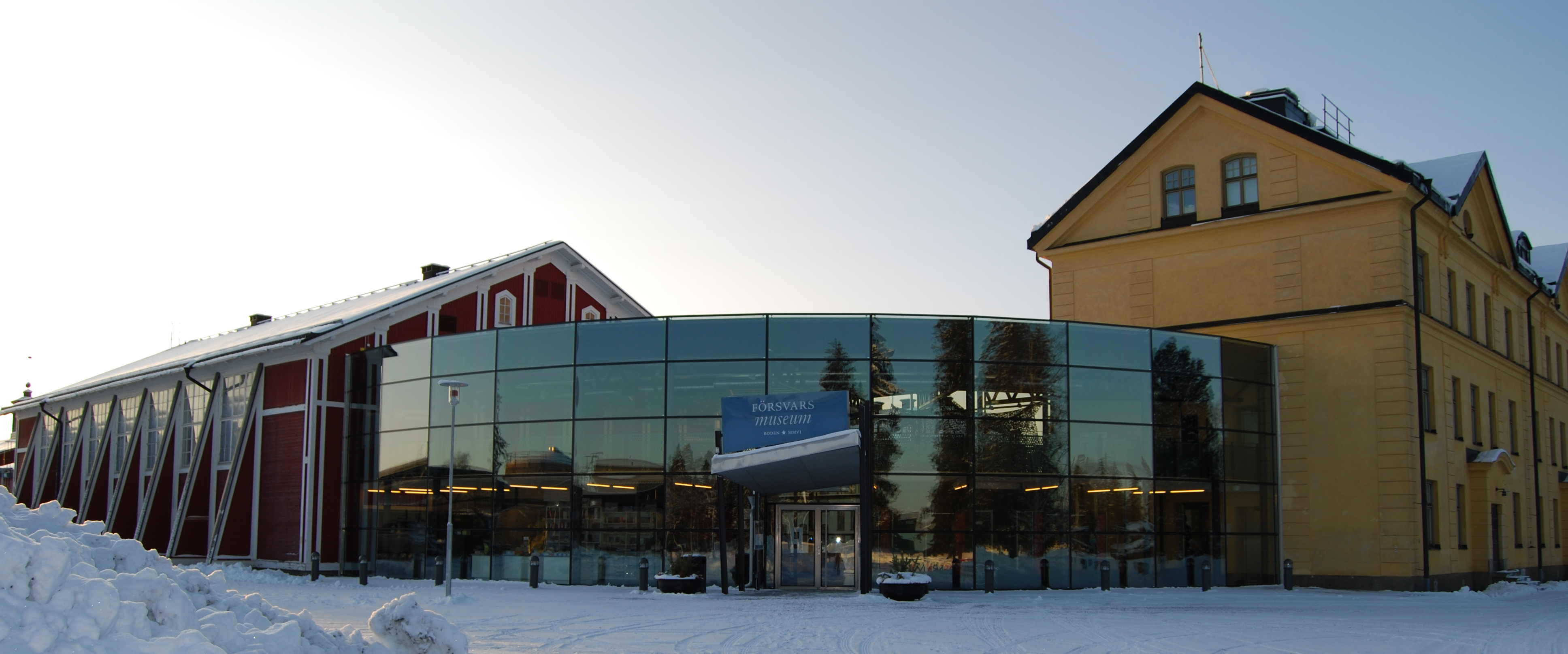
Försvarsmuseum i Boden.

MAF Arkitektkontor AB var ett svenskt arkitektkontor, som grundades i Luleå 1939 av Bertil Mattsson och sedermera  Lennart Alexis och Bertil Franklin. Bolaget hade sitt huvudsäte i Luleå och lokalkontor i Piteå, Umeå och Stockholm.   2021 uppgick bolaget, som varit personalägt sedan 1977, i Tengbomgruppen AB. Bolaget var då Sveriges näst äldsta arkitektkontor. 
Under åren har Erik Johansson, Mats Jakobsson och Peter Häggmark suttit som VD.

## Verk i urval
- Vuollerim 6000 Natur och Kultur i Vuollerim, 1992
- Institutet för rymdfysik i Kiruna, 2000
- Sverigefinska folkhögskolan i Haparanda, 2005
- Försvarsmuseum i Boden, 2006
- Galleria Kalix i Kalix, 2008
- Årrenjarka turistanläggning i Jokkmokks kommun, 2009
- Raketskolan i Kiruna, 2005
- Vetenskapens hus i Luleå, 2014
- Kunskapshuset i Gällivare, 2020
- Is- och evenemangsarenan i Gällivare, 2020
- Multiaktivitetshuset i Gällivare (under byggande och beräknas vara klart 2025)